# Mount Rogers
Mount Rogers är ett berg i Antarktis. Det ligger i Östantarktis. Argentina och Storbritannien gör anspråk på området. Toppen på Mount Rogers är 998 meter över havet, eller 3 meter över den omgivande terrängen. Bredden vid basen är 0,19 km.
Terrängen runt Mount Rogers är varierad. Trakten är obefolkad. Det finns inga samhällen i närheten.